# David Liptak
David Liptak (Pittsburgh, 18 de dezembro de 1949) é um compositor e professor de música que vive em Rochester, Nova Iorque. 

## Carreira musical
Desde 1987, Liptak é membro da faculdade de composição da Escola de Música Eastman da Universidade de Rochester, onde ocupa o cargo de Professor de Composição e Presidente do Departamento de Composição. De 1976 a 1980, Liptak foi membro da faculdade de composição e teoria da Universidade Estadual de Michigan, onde iniciou e ministrou cursos de análise de Schenker e conduziu o estudante New Music Ensemble. Em 1980 ele se juntou ao corpo docente da Universidade de Illinois, onde seus deveres incluíam dirigir os Contemporary Chamber Players, um conjunto profissional de música nova, com o qual ele apresentou uma série de performances de estréia. Residências recentes incluíram o Seal Bay Music Festival no verão de 1999 e o Brevard Music Festival durante o verão de 1998, onde ele atuou como compositor residente e ensinou composição. 
A música de Liptak foi executada por conjuntos como a Sinfônica de São Francisco, a Sinfônica de Montreal, a Orquestra de Câmara de St. Paul, a Orquestra Filarmônica de Rochester, a Sociedade de Música de Câmara do Lincoln Center, a Youngstown Symphony, a Sinfonia da Camera de Illinois e a New England Philharmonic . cite alguns. Sua principal editora é a MMB Music. 

## Prêmios e honras
Seus prêmios de composição incluem prêmios no Concurso Internacional de Composição Georges Enesco de 1986 e no Concurso de Compositores do 75.º Aniversário da Orquestra de Minnesota de 1978, e ele foi finalista na Competição de Composição da Orquestra de Câmara de St. Paul de 1982.

## Ligações externos
- David Liptak Site Oficial
- Página da Faculdade Eastman School